# Taddeo Duno
Taddeo Duno oder auch Taddeo Duni oder Thaddaeus Dunus (* 1523 in Locarno; † 1613 in Zürich) war ein Schweizer Arzt und Wissenschaftler, der in Asso, Locarno und als Stadtarzt in Zürich tätig war. Er war einer der führenden evangelischen Glaubensflüchtlinge (Exulanten), die 1555 von Locarno nach Zürich vertrieben wurden. Er forschte zu wissenschaftlichen, medizinischen, historischen und theologischen Themen und verfasste dazu Schriften und Übersetzungen.

## Leben
Duno stammte aus einer Asconeser Adelsfamilie, die nach Locarno übersiedelte. Durch den Lehrer und Reformator Giovanni Beccaria nahm er nach 1539 als einer der Ersten den evangelischen Glauben an und gehörte mit Lodovico Ronco, Giovanni und Martino Muralto und Luigi Orello zu dessen engstem Kreis. Er studierte 1545–1547 Medizin und Freie Künste in Basel, wo er Andrea Vesalio kennenlernte, und 1547–1548 in Pavia, wo er den Doktortitel erwarb. Dort war auch der Humanist und führende Arzt Europas Gerolamo Cardano tätig.
Duno arbeitete im lombardischen Dorf Asso bei Como bis 1551 als Arzt. In dieser Zeit heiratete er Elisabetta di Curioni, die ihm dort zwei Töchter gebar. Seine evangelischen Überzeugungen trugen ihm eine Anzeige bei der Inquisition in Mailand ein, so dass er nach Locarno zurückkehren musste. Auch dort kam es zu Anfeindungen seitens katholischer Geistlicher und politischer Verantwortlicher, der katholischen Orte und des Landvogts. Duno schrieb Briefe an Heinrich Bullinger und bat das protestantische Zürich um Hilfe. Die Evangelischen mussten zum katholischen Glauben zurückkehren oder im März 1555 Locarno verlassen. Duno und die 160 Emigranten wandten sich durch das Misox und über den San Bernardino nach Zürich, wo sie Aufnahme fanden. Im Mai 1555 kam auch er in Zürich an und übte dort weiterhin seinen Arztberuf aus. Er war zuerst für die italienischsprachigen Flüchtlinge tätig, später als Stadtarzt. Duno starb 1613 im Alter von 90 Jahren, er hatte 7 Kinder, wovon nur eines ihn überlebte.

## Werke
Als Kenner der medizinischen Theorien von Hippokrates und Galenos richtete er von 1555 an seine Aufmerksamkeit auf die Naturbeobachtung und Epidemiologie. Die Ergebnisse seiner Überlegungen wurden später in De respiratione contra Galenum (1588) gesammelt. Das Werk Epistolae medicinales (1555 erstmals, 1592 erweitert) stellt eine erste Untersuchung über den Zusammenhang zwischen dem Wetter und dem Auftreten von Krankheiten dar. Der Universalgelehrte Konrad Gessner schätzte Duno sehr und übergab ihm oft ärztliche Literatur zur Begutachtung.
Neben einer intensiven wissenschaftlichen Tätigkeit auf dem Gebiet der Medizin übersetzte er Werke der Geschichte und Mathematik ins Lateinische, ebenso theologische Abhandlungen des italienischen Flüchtlingspfarrers Zürichs Bernardino Ochino und Theologieprofessors Pietro Martire Vermigli.
1595 schrieb er ein Buch mit dem Titel: Über die Pilgerschaft der Söhne Israels in Ägypten, worin er auch auf das Schicksal der Evangelischen Locarnos Bezug nahm.
Duno verfasste 1602 auch einen Bericht mit 25 Kapiteln in Latein, damit die Nachwelt das Ergehen der Evangelischen Locarnos von 1540 bis 1602 erfahre. Die Überschrift seines Berichts lautete: Kurzer und wahrer Bericht über die gegen die Locarner ins Werk gesetzte Verfolgung und die über sie wegen der Religion verhängte Verbannung, zur Erbauung der Kirche Christi von einem Augen- und Ohrenzeugen, der von der Vertreibung mitbetroffen war, schriftlich aufgezeichnet; begonnen im Jahres des Herrn 1540 und bis zum Jahre 1555 weitergeführt, von da noch bis 1602. Darin beschrieb auch von der schwierigen Integration der Exilanten in Zürich: Die Locarnesi, die sich in dieser Stadt einfanden, fühlten sich anfänglich verloren wegen der fremden Sprache, wegen der Lebensart und des Stils sich zu kleiden, wegen der Sitten der Bevölkerung, die so verschieden waren von denjenigen ihrer Heimat. Das ist nicht weiter verwunderlich, gerade was die Armen betrifft: Auch wenn in jener Zeit all wenig kostete und man mit wenig auskam, so gewöhnte man sich allmählich an die Lebensart und den Stil sich zu kleiden, man übernahm die Gesetze und die Verfassung der Stadt und erlernte die Sprache, man hielt durch mit Beständigkeit und tapferem Mut und indem man seine Hoffnung auf den HERRN setzte. Die Anzahl der Männer, Frauen und Kinder, die ins Exil gingen, betrug 130. Nicht wenige jedoch blieben zuhause, da sie die Last der lebenslänglichen Vertreibung von ihrem Geburtsort nicht ertragen hätten: Sie zogen es vor, sich der Tyrannei des Antichrist zu unterwerfen anstelle das Kreuz zu tragen und Christus nachzufolgen.
Dunos Werke und Digitalisate sind heute bei e-rara.ch.

## Rezeption
Besonders Dunos Schrift von 1602 fand im 19. Jahrhundert grössere Beachtung: Ferdinand Meyer benutzte sie für sein Werk von 1836: Die evangelische Gemeinde in Locarno, ihre Auswanderung nach Zürich. Der Kirchenhistoriker Karl Benrath übersetzte sie 1873 ins Italienische, sie erschien in der Rivista cristiana beim Claudiana-Verlag in Florenz.
Anlässlich des 500-jährigen Reformationsjubiläum 2017 wurde von dem studierten Theologen Paul Steinmann ein Theaterprojekt erarbeitet, zu dem Stefano Nicastro die Musik beigesteuert und Remo Sangiorgio die Regie geführt hat. Das zweisprachige Spiel über das Exil der reformierten Gemeinde Locarno heisst l’espulsione – die Vertreibung und basiert auch auf der Schrift Dunos Von der Verfolgung der Locarnesi von 1602.